# 6e parallèle sud
Pour les articles homonymes, voir 6e parallèle.
En géographie, le 6e parallèle sud est le parallèle joignant les points de la surface de la Terre dont la latitude est égale à 6° sud.

## Géographie

### Dimensions
Dans le système géodésique WGS 84, au niveau de 6° de latitude sud, un degré de longitude équivaut à 110,713 km ; la longueur totale du parallèle est donc de 39 857 km, soit environ 99 % de celle de l'équateur. Il en est distant de 663 km et du pôle Sud de 9 338 km,.

### Régions traversées
Le 6e parallèle sud passe au-dessus des océans sur environ 76 % de sa longueur. Du point de vue des terres émergées, il traverse l'Afrique (Angola, République démocratique du Congo, Tanzanie), l'Indonésie, la Papouasie-Nouvelle-Guinée et l'Amérique du Sud (Pérou, Brésil).
Le tableau ci-dessous résume les différentes zones traversées par le parallèle, d'ouest en est :
| Zone                                                   | Début                | Fin                  | Longueur (km) |
| ------------------------------------------------------ | -------------------- | -------------------- | ------------- |
| Océan Atlantique                                       | 6° 00′ S, 35° 07′ O  | 6° 00′ S, 12° 24′ E  | 5 261         |
| Afrique                                                | 6° 00′ S, 12° 24′ E  | 6° 00′ S, 38° 47′ E  | 2 921         |
| Détroit de Zanzibar                                    | 6° 00′ S, 38° 47′ E  | 6° 00′ S, 39° 12′ E  | 46            |
| Ujunga (Zanzibar, Tanzanie)                            | 6° 00′ S, 39° 12′ E  | 6° 00′ S, 39° 24′ E  | 22            |
| Océan Indien                                           | 6° 00′ S, 39° 24′ E  | 6° 00′ S, 105° 57′ E | 7 368         |
| Java (Indonésie)                                       | 6° 00′ S, 105° 57′ E | 6° 00′ S, 106° 07′ E | 18            |
| Mer de Java                                            | 6° 00′ S, 106° 07′ E | 6° 00′ S, 106° 12′ E | 9             |
| Java (Indonésie)                                       | 6° 00′ S, 106° 12′ E | 6° 00′ S, 106° 22′ E | 18            |
| Mer de Java                                            | 6° 00′ S, 106° 22′ E | 6° 00′ S, 106° 59′ E | 68            |
| Java (Indonésie)                                       | 6° 00′ S, 106° 59′ E | 6° 00′ S, 107° 23′ E | 44            |
| Mer de Java                                            | 6° 00′ S, 107° 23′ E | 6° 00′ S, 120° 26′ E | 1 445         |
| Selayar (Indonésie)                                    | 6° 00′ S, 120° 26′ E | 6° 00′ S, 120° 33′ E | 13            |
| Mer de Banda                                           | 6° 00′ S, 120° 33′ E | 6° 00′ S, 124° 03′ E | 387           |
| Binongko (Indonésie)                                   | 6° 00′ S, 124° 03′ E | 6° 00′ S, 124° 05′ E | 4             |
| Mer de Banda                                           | 6° 00′ S, 124° 05′ E | 6° 00′ S, 132° 27′ E | 926           |
| Kai Tanimbar (îles Kai, Indonésie)                     | 6° 00′ S, 132° 27′ E | 6° 00′ S, 132° 28′ E | 2             |
| Mer d'Arafura                                          | 6° 00′ S, 132° 28′ E | 6° 00′ S, 134° 18′ E | 204           |
| Tanahbesar (îles Aru, Indonésie)                       | 6° 00′ S, 134° 18′ E | 6° 00′ S, 134° 42′ E | 44            |
| Mer d'Arafura                                          | 6° 00′ S, 134° 42′ E | 6° 00′ S, 138° 19′ E | 400           |
| Nouvelle-Guinée (Indonésie, Papouasie-Nouvelle-Guinée) | 6° 00′ S, 138° 19′ E | 6° 00′ S, 147° 30′ E | 1 017         |
| Mer des Salomon                                        | 6° 00′ S, 147° 30′ E | 6° 00′ S, 148° 54′ E | 155           |
| Nouvelle-Bretagne (Papouasie-Nouvelle-Guinée)          | 6° 00′ S, 148° 54′ E | 6° 00′ S, 151° 03′ E | 238           |
| Mer des Salomon                                        | 6° 00′ S, 151° 03′ E | 6° 00′ S, 154° 48′ E | 415           |
| Île Bougainville                                       | 6° 00′ S, 154° 48′ E | 6° 00′ S, 155° 24′ E | 66            |
| Océan Pacifique                                        | 6° 00′ S, 155° 24′ E | 6° 00′ S, 81° 09′ O  | 13 668        |
| Amérique du Sud                                        | 6° 00′ S, 81° 09′ O  | 6° 00′ S, 35° 07′ O  | 5 097         |

## Îles proches
Le 6e parallèle passe à proximité des îles suivantes :
- Îles Amirante (Seychelles) ;
- Île Platte (Seychelles) ;
- Archipel des Chagos (Territoire britannique de l'océan Indien) ;
- Sumatra (Indonésie) ;
- Karimunjawa (Indonésie) ;
- Bawean (Indonésie) ;
- Récif Roncador (Salomon) ;
- Ontong Java (Salomon) ;
- Nanumea (Tuvalu) ;
- Nanumanga (Tuvalu) ;
- Niutao (Tuvalu) ;
- Île Starbuck (Kiribati).